# 1552 Bessel
1552 Bessel (tên chỉ định ban đầu 1938 DE) là một tiểu hành tinh vành đai chính, được phát hiện ngày 24 tháng 2 năm 1938 bởi Yrjö Väisälä ở Turku, Phần Lan. Nó được đặt theo tên nhà thiên văn học người Đức Friedrich Wilhelm Bessel.